# Sfincione
Lo sfincione (sfinciuni o spinciuni in siciliano) è un prodotto tipico della gastronomia palermitana, inserito nella lista dei prodotti agroalimentari tradizionali italiani (P.A.T.) del Ministero delle politiche agricole alimentari e forestali (MiPAAF), considerato uno dei più simbolici cibi da strada del capoluogo siciliano. È forse stato inventato dalle suore del monastero di San Vito: sembra infatti che le monache, per celebrare le festività, decisero di preparare un piatto diverso dal pane che si mangiava tutti i giorni e per arricchirlo decisero di aggiungere all’impasto una serie di prodotti tipici della tradizione contadina, come pomodoro, cipolle, acciughe, caciocavallo siciliano e origano.

## Caratteristiche
Al pari della sfincia di San Giuseppe, il nome si fa derivare dal latino spongia e dal greco spòngos, σπόγγος, ossia "spugna", oppure dall'arabo اسفنج isfanǧ col quale si indica una frittella di pasta addolcita con il miele.
Si tratta di un'antica ricetta che vede come ingrediente cardine il pane pizza (morbido e lievitato, simile appunto ad una spugna) con sopra una salsa a base di pomodoro, cipolla, acciughe, origano e pezzetti di formaggio tipico siciliano (chiamato caciocavallo palermitano, ricavato dal latte della vacca cinisara).

## Varianti

### Sfincione dell'Agrigentino
Nell'Agrigentino lo sfincione viene preparato usando patate, pomodoro, olive, cipolle e pecorino.

### Sfincione di Bagheria
Una sua variante è quella preparata a Bagheria per il periodo natalizio, secondo una ricetta alternativa che non prevede l'uso della salsa di pomodoro, sostituita da tuma (o ricotta), cipolline e acciughe ("sfincione bianco").

### Tomato pie
Nel Nord America si è diffusa una variante dello sfincione conosciuta come tomato pie, che differisce minimamente dall'alimento siciliano. Sebbene un antecedente della tomato pie sia stato descritto in un articolo del New-York Tribune del 1903, risulta che tra i primi a servirla siano state due famiglie di Filadelfia e Utica a partire dal 1910. Analogamente allo sfincione, la tomato pie viene cotta in una grande padella rettangolare e servita a fette quadrate (eccezion fatta a Rhode Island, dove viene tagliata a strisce rettangolari come avviene con la pizza al Taglio). Di solito la tomato pie non viene servita appena uscita dal forno, ma viene lasciata raffreddare e poi consumata a temperatura ambiente e riscaldata all'occorrenza.

## Galleria d'immagini

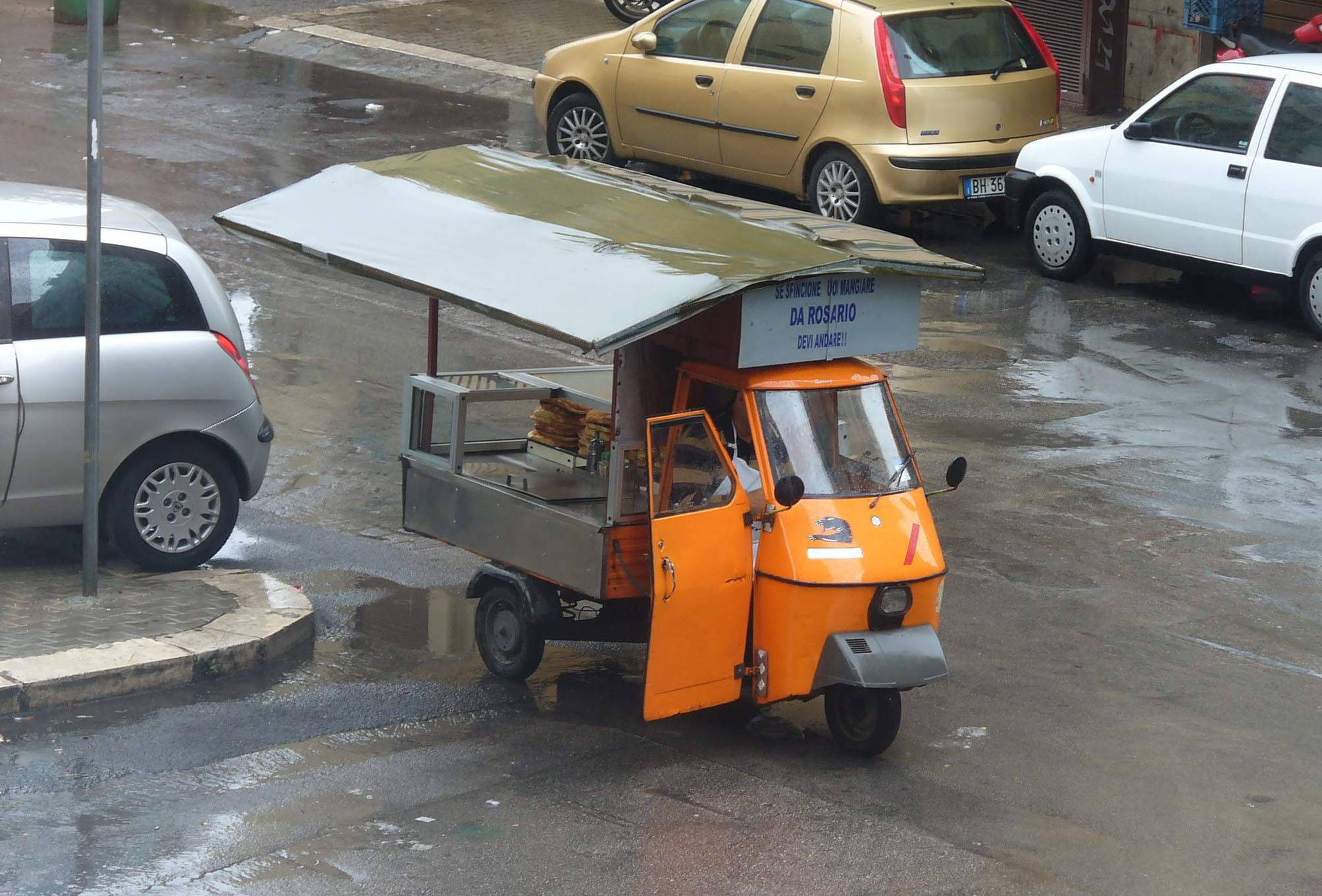
Tipico venditore ambulante.
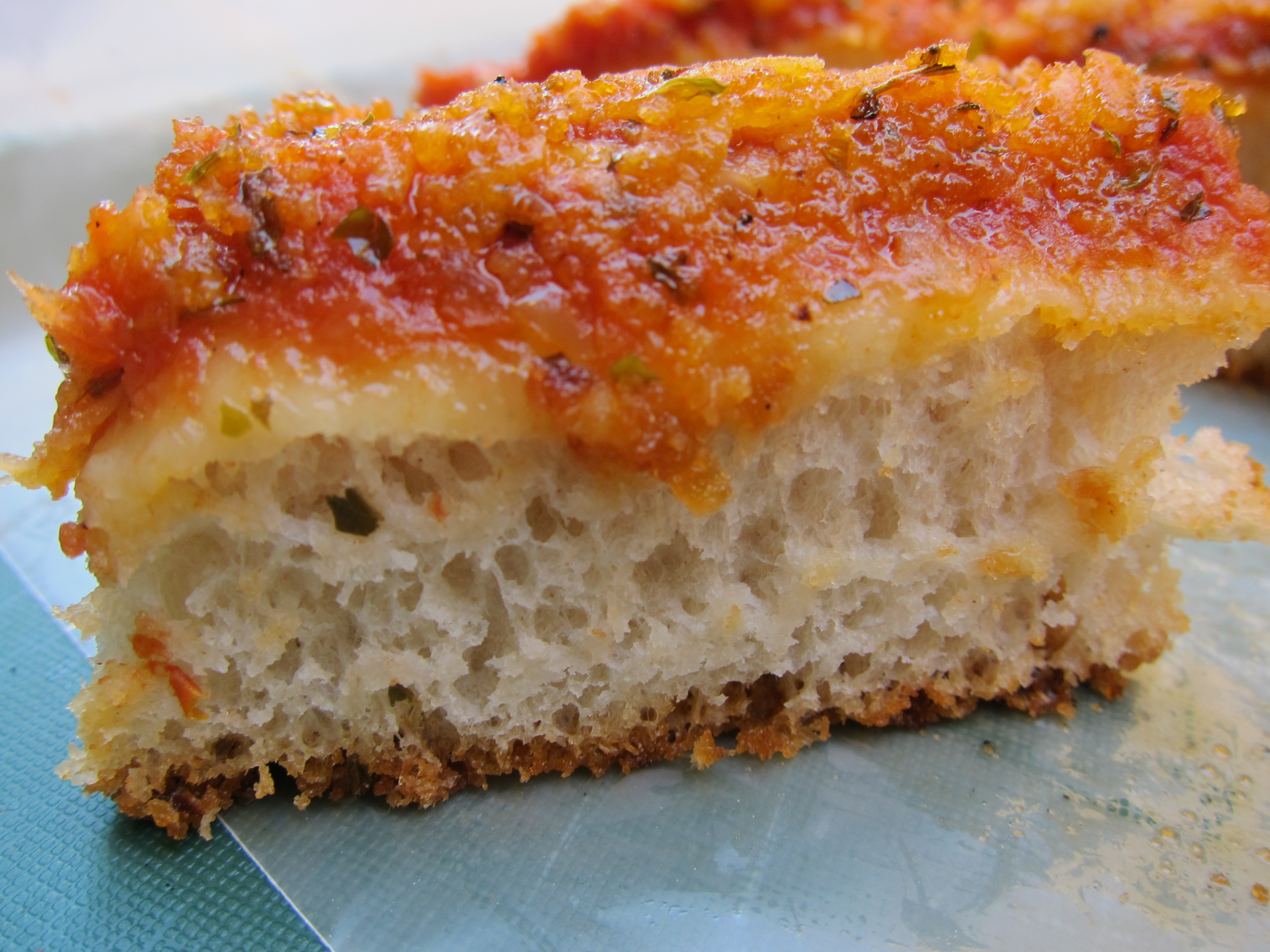
Dettaglio di un trancio di sfincione.
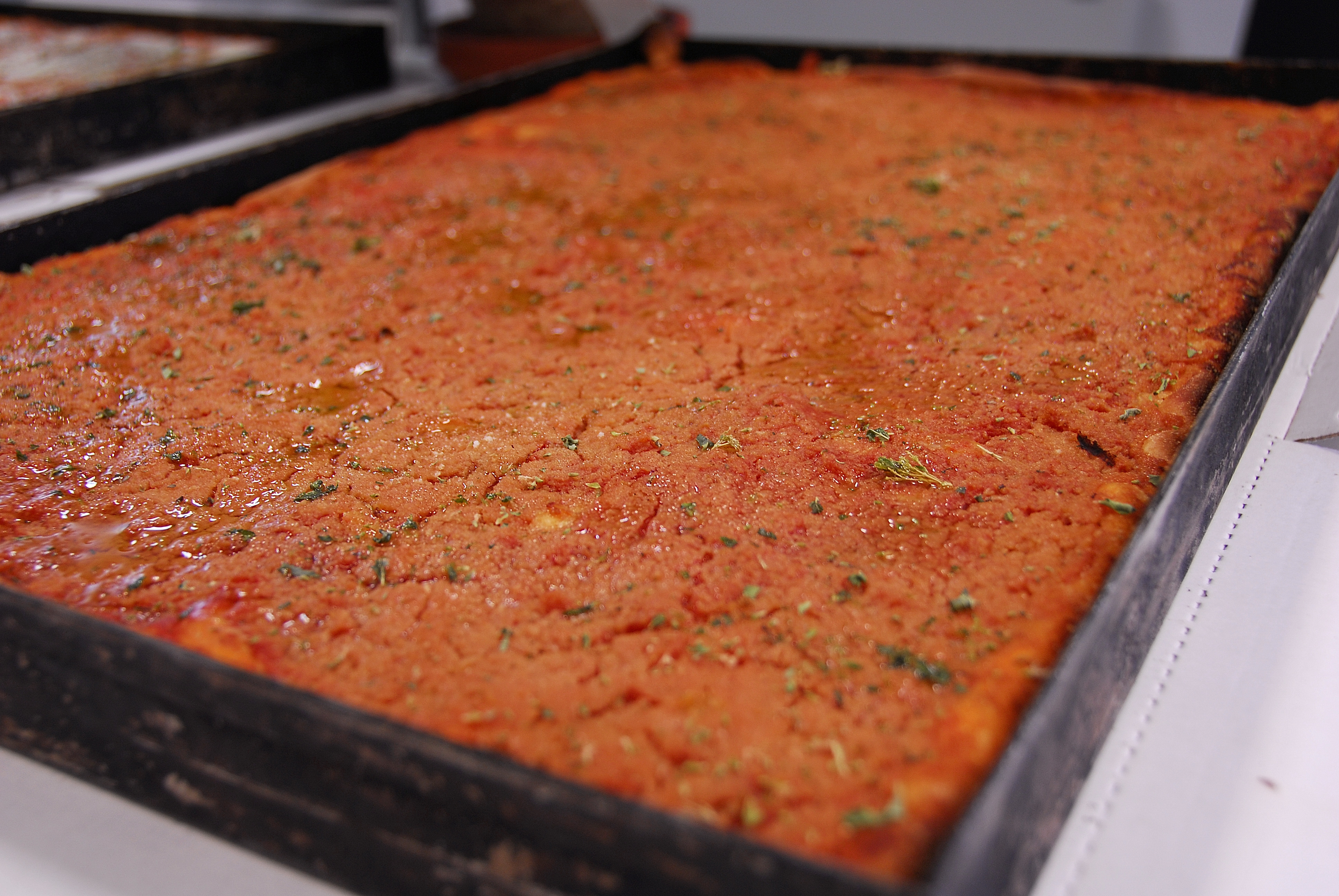
Teglia di sfincione.